# Wiktor Mejerowitsch Polterowitsch
 Wiktor Mejerowitsch Polterowitsch, russisch Виктор Меерович Полтерович, englische Transkription Victor Meerovich Polterovich, (* 27. Dezember 1937 in Moskau) ist ein russischer Ökonom und Mathematiker.

## Leben
Polterowitsch erwarb 1962 sein Diplom an der Gubkin-Universität für Erdöl und Gas und war dann am Institut für Automatisierung der Öl- und Gasindustrie. Nebenbei studierte er Mathematik an der Lomonossow-Universität mit dem Diplom 1966. Auf Einladung von Aron Iossifowitsch Kazenelinboigen ging er 1966 an das Zentralinstitut für mathematische Ökonomie (russisch Центральный экономико-математический институт, ZEMI) der Russischen Akademie der Wissenschaften, an der er 1971 in Mathematik promoviert wurde und 1991 in Wirtschaftswissenschaften habilitiert (russischer Doktortitel) und Laborleiter wurde. Außerdem lehrte er ab 1993 an der New Economic School in Moskau (NES) und ab 1994 an der Lomonossow-Universität. 
1991 war er Gastprofessor an der University of Pennsylvania.
Er ist für Beiträge zum Allgemeinen Gleichgewichtsmodell und der mathematischen Wirtschaftswissenschaft bekannt und insbesondere für das Konzept Institutioneller Fallen (Institutional Traps) in der Institutionenökonomik. Darunter versteht er ineffiziente, aber stabile (Pareto-Optimum) herkömmliche Verhaltensnormen (wie Schwarzmärkte, Korruption, Tauschgeschäft, Zahlungsverzug).
1985 bis 2009 war er im Herausgebergremium des Journal of Mathematical Economics und 1989 bis 1995 Mitherausgeber von Econometrica. 1992 erhielt er den Kondratjew-Preis und 1999 den Kantorowitsch-Preis der Russischen Akademie der Wissenschaften. 1989 wurde er Fellow der Econometric Society und 1991 hielt er die Walras-Bowley Lecture.
Er ist seit 1992 Mitglied der Academia Europaea und war seit 2000 korrespondierendes Mitglied und ist seit 2003 Vollmitglied der Russischen Akademie der Wissenschaften. 2013 wurde er Mitglied des Ökonomischen Rates beim Präsidenten der Russischen Föderation.

## Schriften
- Ein Modell der Neuverteilung von Ressourcen (Russisch), Economics and Mathematical Methods (EMM), Band 6, 1970, 583-593 (englische Übersetzung: A Model of Resource Redistribution, Matekon, Band 7, 1971, 245-262)
- Ökonomisches Gleichgewicht und Optimum (Russisch), EMM, Band 9, 1973, 838-845 (Englische Übersetzung: Economic Equilibrium and Optimum, Matekon 1973)
- mit L. Mitjushin: Ein Kriterium für Motonität von Nachfrage-Funktionen (Russisch), EMM, Band 14, 1978
- mit V. A. Spivak: Gross substitutability of point-to-set correspondences, Journal of Mathematical Economics, Band 11, 1983, S. 117–140.
- Equilibrium Trajectories of Economic Growth, Econometrica, Band 51, 1983, S. 693–730
- Ökonomisches Gleichgewicht unter flexibler Rationierung (Russisch), Kibernetika 1986 (Englische Übersetzung: Economic Equilibrium under Flexible Rationing, Cybernetics 1986)
- Equilibrated States and Optimal Allocations of Resources under Rigid Prices, Journal of Mathematical Economics, Band 19, 1990, S. 255–268
- Ökonomisches Gleichgewicht und ökonomische Mechanismen (Russisch), Moskau, Nauka 1990
- Economic Reform in Russia in 1992: The Government Battles Labor Collectives, Journal of International and Comparative Economics, Band 4, 1995, S. 265–287
- Towards the Theory of Privatization, Working Paper WP/96/001, CEMI, 1996; *Übergangs-Rezession in Russland (Russisch), EMM, Band 32, 1996, S. 54–69
- Faktoren der Korruption (Russisch), EMM, Band 34, 1998, S. 30–39
- mit Gennadi Henkin: A difference-differential analogue of the Burgers equation and some models of economic development, Discrete and Continuous Dynamical Systems, Band 5, 1999, S. 697–728
- Institutional Traps, in: Lawrence R. Klein, Marshall Pomer (Hrsg.), The new Russia: Transition Gone Awry, Stanford University Press 2001, 93-116
- Rationing, Queues, and Black Markets, Econometrica, Band 61, 1993, S. 1–28
- mit Gennadi Henkin: Schumpeterian dynamics as a non-linear wave theory, Journal of Mathematical Economics, Band 20, 1991, S. 551–590
- Institutional Traps: Is There a Way Out ?, Social Sciences, Band 36, 2005, S. 30-40
- Evolutionäre Theorie der Ökonomie (Russisch), 2 Teile, Voprosy Economiki, Nr. 7, 2006, S. 4–23, Nr. 8, 2006, S. 46–64
- mit V. Popov: Elemente der Theorie der Reform (Russisch), Moskau: Ekonomika 2007